# Tatiana Melamed
Tatiana Melamed est une joueuse d'échecs ukrainienne puis allemande née le 3 février 1974 à Tchernihiv en Union soviétique.
Au 1er février 2021, elle est la troisième joueuse allemande avec un classement Elo de 2 336 points.

## Biographie et carrière
Grand maître international féminin depuis 1999, Melamed  remporta le championnat d'Ukraine d'échecs en 1996. Elle remporta la Coupe d'Europe des clubs d'échecs en 1999.
Tatiana Malamed participa au championnat open d'Allemagne en 2004 et 2006, finissant à chaque fois à la deuxième place.
Elle est affiliée à la Fédération allemande des échecs dans les compétitions internationales depuis décembre 2010 et a représenté l'Allemagne lors de l'Olympiade d'échecs de 2012 (elle marqua 5,5 points sur 9 au deuxième échiquier), de l'Olympiade d'échecs de 2014 à Tromsø (au troisième échiquier) et du Championnat d'Europe d'échecs des nations en 2013.